# دبلوم عالي
الدبلوم العالي هو دبلوم يلتحق به الحاصل على درجة الليسانس أو درجة البكالوريوس لمزيد من التخصص في إحدى مجالات دراسته الجامعية. في بعض الكليات يعادل الحصول على دبلومين عاليين درجة الماجستير، وفي كليات أخرى يؤهل الحاصل على درجة الليسانس أو درجة البكالوريوس بتقدير عام (مقبول) للانتظام في السنة التمهيدية للماجستير، والتي يشترط الانتظام فيها الحصول على تقدير عام (جيد) على الأقل في درجة الليسانس أو درجة البكالوريوس. وفي العُرف، يسمى الحصول على السنة التمهيدية للماجستير -دون مناقشة رسالة الماجستير- بالحصول على الدبلوم العالي.

## أنواع الدبلوم العالي
من أنواع الدبلومات العالية الدبلوم العام والدبلوم الخاص الذين يمنحان من كليات التربية.
- الدبلوم العام: وهو تخصص تربوي تمنحه كليات التربية في الوطن العربي للحاصلين على درجة الليسانس أو البكالوريوس للتأهيل للعمل في مجال التدريس
- الدبلوم الخاص: وهو أيضاً تخصص تربوي يلتحق به الطالب الذي اجتاز الدبلوم العام في العلوم التربوية لمزيد من التخصص وللتأهيل للالتحاق بالسنة التمهيدية للماجستير